# Le nuove avventure di Huckleberry Finn
Le nuove avventure di Huckleberry Finn (The New Adventures of Huckleberry Finn e nota anche come Le avventure di Huckleberry Finn, Le nuove avventure di Huck Finn e Le favolose avventure di Huckleberry Finn - quest'ultimo è il nome con cui venne trasmessa la prima volta questa serie dalla Rai) è una serie televisiva che combina live action e animazione, prodotta dalla Hanna-Barbera dal 1968 al 1969 e basata sui personaggi del romanzo di Mark Twain Le avventure di Huckleberry Finn.

## Produzione e trasmissione
La Hanna-Barbera Productions annunciò nel febbraio 1967 lo sviluppo della produzione di sei nuove serie televisive animate tra le quali una ispirata al personaggio di Twain, Huckleberry Finn. Ai quei tempi, la serie in produzione fu la prima a combinare attori in carne e ossa con cartoni animati. e durante lo sviluppo della serie, Hanna e Barbera dichiarorno che il programma sarebbe stato fra i più costosi mai trasmessi in televisione. In una intervista del 1967, William Hanna espresse grandi speranze per l'innovativo concetto affermando che «Quando si parla di cartoni animati, si pensa a prodotti per bambini e questo ci pone dei limiti - anche se poi anche molti adulti li guardano. Pensiamo che combinare l'azione dal vivo con l'animazione darà alla nostra azienda un'identificazione speciale».
Dopo che la NBC approvò il progetto, iniziarono i casting per trovare i tre personaggi principali e, nel 2005, Haslam, che venne scelta per la parte di Becky, ricordò che «quando la Hanna-Barbera mostrò i provini alla NBC, questi non approvarono le scelte proposte e decisero che volevano un cast più giovane. Hanna-Barbera dovettero ricominciare da capo col casting» Alla fine si trovò un accordo scegliendo come per "Huck" il quattordicenne ma con una già lunga esperienza come attore, Michael Shea, scelto fra oltre 1300 ragazzi. La quattordicenne esordiente LuAnn Haslam venne scelta per interpretare "Becky". Raccontando come ha ottenuto il ruolo, Haslam ha dichiarato che «Ho ricevuto una telefonata dal mio agente per andare alla Hanna-Barbera per un provino con Carmen Sanchez, la direttrice del casting, e quando sono entrata nel suo ufficio lei era al telefono, mi guardò e disse alla persona al telefono, "Devo andare, Becky è appena entrata."»Il cast venne completato con il tredicenne Kevin Schultz che impersonificò "Tom". Ted Cassidy, che aveva già recitato nella serie La famiglia Addams, venne scelto per essere "Injun Joe".
Durante le riprese, dato che i giovani attori avrebbero dovuto continuare ad andare a scuola, ogni giorno i tre protagonisti al mattino venivano truccati e vestiti per poi andare a scuola mentre veniva preparato il necessario per girare. Le scene con gli attori vennero girate sullo sfondo di colore blu e i cartoni animati sarebbero stati aggiunti dopo. Dovendo lavorare con una tecnologia ancora ai suoi inizi, i giovani attori si trovarono impegnati a recitare senza le controparti animate, che sarebbero state aggiunte dopo. Shea ricorda che «Injun Joe, ad esempio, era un personaggio a cartoni animati, così quando io parlavo con lui, avrei dovuto muovere i miei occhi verso lo schermo blu nella direzione indicatomi dalla regia e poi provare a ricordarmi in quale punto dello schermo blu fissare il mio sguardo» Dato che il doppiaggio non sarebbe stato realizzato fino a quando le riprese principali non fossero state completate, l'attore Bruce Watson, recitò le battute di tutti i personaggi animati durante la registrazione delle riprese con gli attori in carne. Ogni episodio necessitò di circa quattro ore di riprese dal vivo e di sei mesi di lavoro per l'animazione.
La Rai mandò in onda per la prima volta questa serie nel 1969 (a differenza di quanto riportato in altri siti web). Le varie puntate furono trasmesse sul primo canale Rai (allora chiamato Canale Nazionale) tutti i martedì dalle ore 13 alle 13,25 all'interno della rubrica Oggi Cartoni Animati. A titolo di esempio l'episodio L'isola Degli Animali fu trasmesso martedì 22 aprile 1969, mentre l'episodio Il Figlio Del Gran Mandarino fu trasmesso martedì 27 maggio 1969.

## Trama

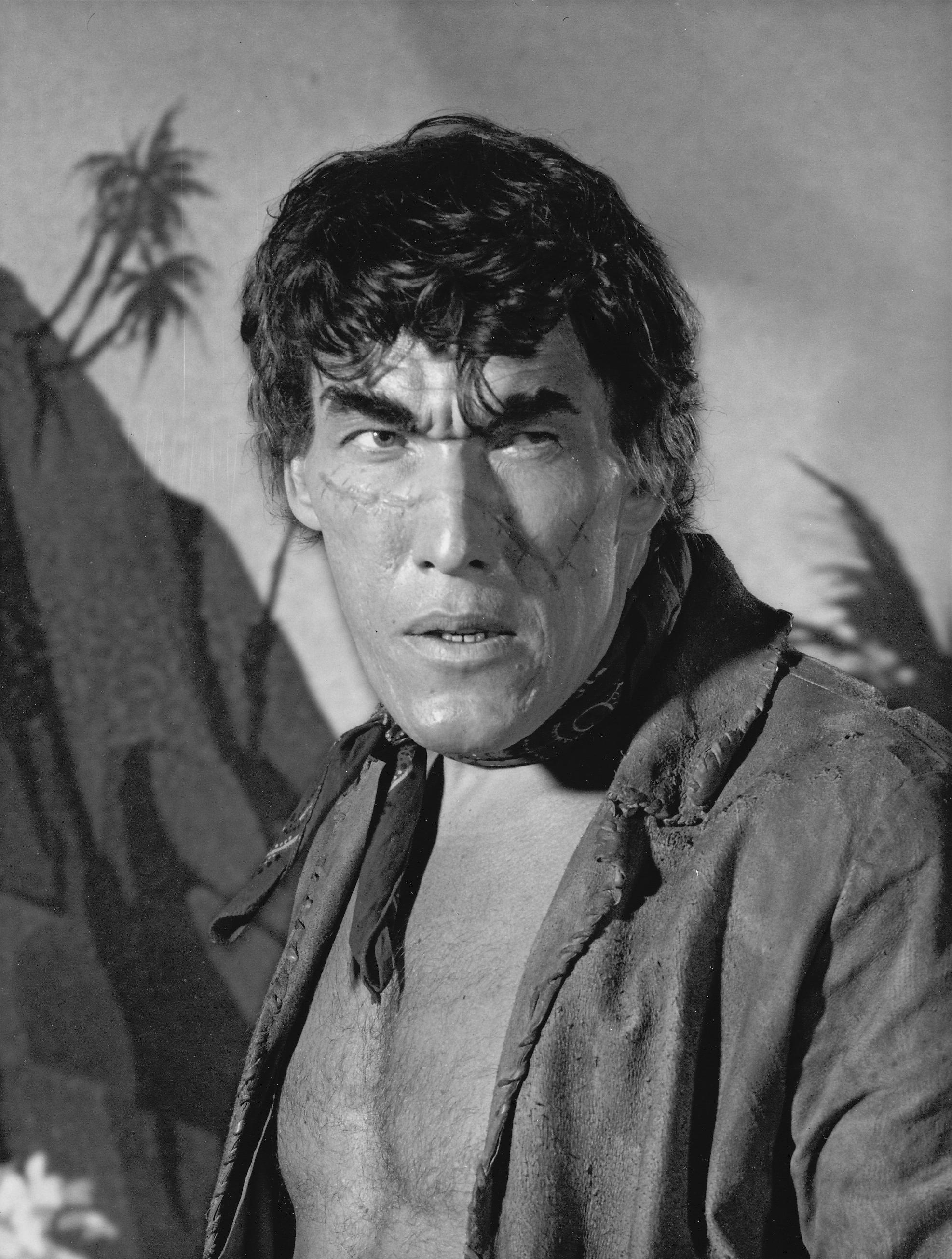
L'attore Ted Cassidy (Joe l'indiano) nel 1968 in una foto promozionale per la serie TV

La storia racconta le vicende di tre ragazzi, Huckleberry Finn, Tom Sawyer e Becky Thatcher che dalla cittadina di Hannibal Missouri finiscono in un mondo a cartoni animati, dopo essersi persi in una caverna. In ogni episodio i ragazzi incontrano diversi personaggi della fantasia come Don Chisciotte, Ercole, I Piccoli Lillipuziani, Folletti ed altri, scontrandosi inoltre con vari antagonisti animati che hanno tutti le sembianze dell'indiano Joe, nemico dei protagonisti nella vita reale. Al termine di ogni puntata, i tre ragazzi cercano la strada per ritornare ad Hannibal Missouri.

## Episodi
| Stagione       | Episodi | Prima TV originale | Prima TV Italia |
| -------------- | ------- | ------------------ | --------------- |
| Prima stagione | 20      | 1968-1969          | 1969            |